# Островіте (Новомейський повіт)
Островіте (пол. Ostrowite, нім. Ostrowitt) — село в Польщі, у гміні Біскупець Новомейського повіту Вармінсько-Мазурського воєводства.
Населення — 501 особа (2011).
У 1975-1998 роках село належало до Торунського воєводства.

## Демографія
Демографічна структура станом на 31 березня 2011 року:
|          | Загалом | Допрацездатний вік | Працездатний вік | Постпрацездатний вік |
| -------- | ------- | ------------------ | ---------------- | -------------------- |
| Чоловіки | 255     | 53                 | 179              | 23                   |
| Жінки    | 246     | 58                 | 137              | 51                   |
| Разом    | 501     | 111                | 316              | 74                   |